# Zestrzelenie lotu Malaysia Airlines 17

Mapa lotu

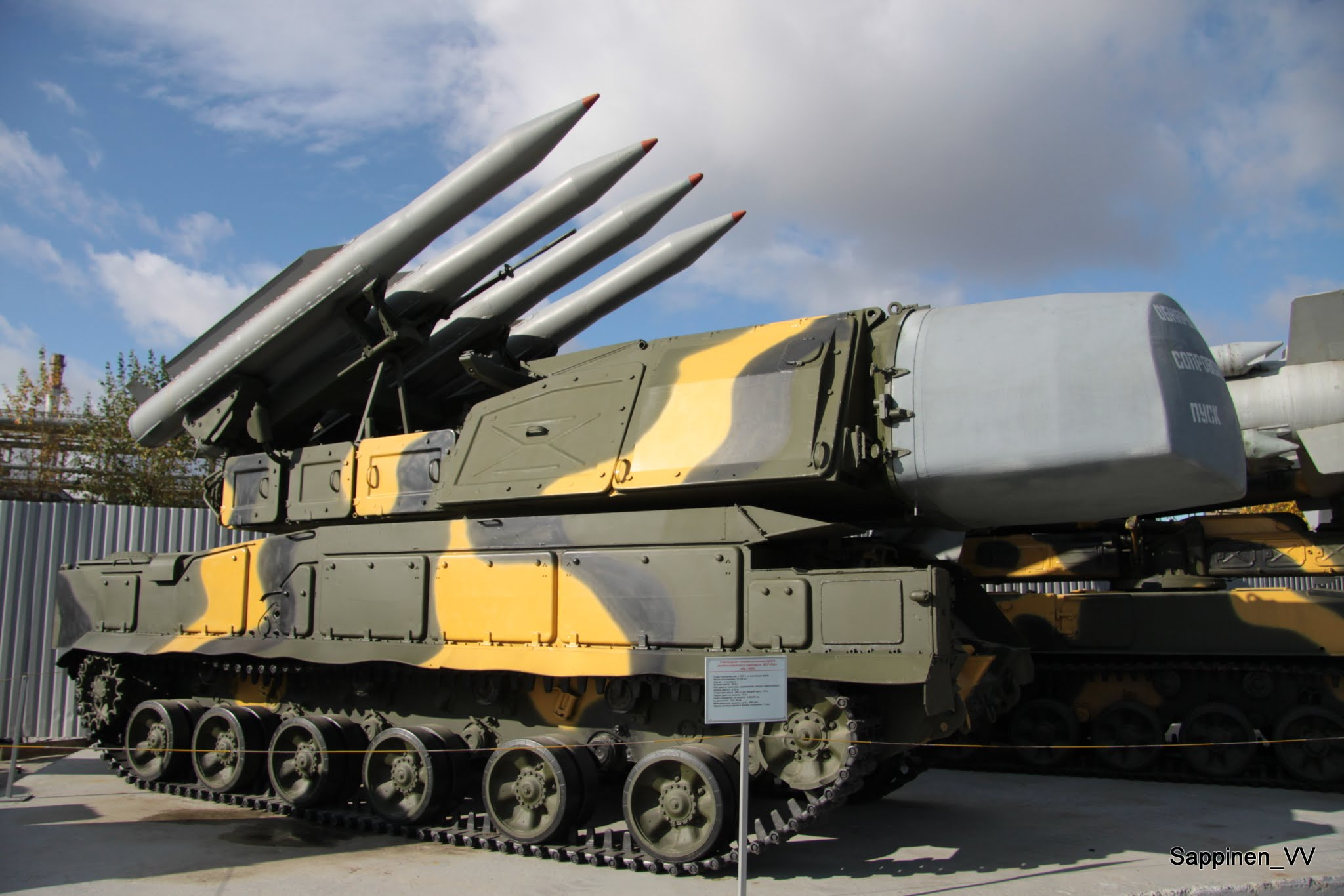
Wyrzutnia rakiet przeciwlotniczych typu Buk (egzemplarz z muzeum techniki wojskowej w Wierchniej Pyszmie) bliźniacza do tej, z której zestrzelono MH-17

Zestrzelenie lotu Malaysia Airlines 17 – zamach dokonany 17 lipca 2014 roku niedaleko wsi Hrabowe (w pobliżu miasta Torez) w obwodzie donieckim na Ukrainie, około 40 kilometrów od granicy z Rosją przez zestrzelenie samolotu pasażerskiego Malaysia Airlines Boeing 777 nr lotu MH17 kierowanym pociskiem rakietowym ziemia–powietrze Buk M1 z wyrzutni nr 332, należącej do 53. Rakietowej Brygady Przeciwlotniczej z Kurska sił zbrojnych Federacji Rosyjskiej.
W wyniku zdarzenia śmierć poniosły wszystkie osoby znajdujące się na pokładzie samolotu – 283 pasażerów i 15 członków załogi.
Było to drugie tragiczne zdarzenie w ciągu pięciu miesięcy po zaginięciu lotu Malaysia Airlines 370 w marcu 2014 roku z udziałem samolotu Boeing 777-200ER należącego do malezyjskich linii lotniczych Malaysia Airlines.

## Samolot
Zestrzelony samolot to Boeing 777-200ER. Maszyna została wyprodukowana w 1997 roku i otrzymała numer seryjny 28411. Był to 84. ukończony egzemplarz Boeinga 777. Samolot odbył swój pierwszy lot 17 lipca 1997, a następnie został przekazany Malaysia Airlines 29 lipca 1997. Samolot otrzymał numer rejestracyjny 9M-MRD.
Dane jednostki:
| Typ:                        | 777-2H6ER                 |
| Pierwszy lot:               | 17 lipca 1997             |
| Silniki:                    | 2 x Rolls-Royce Trent 892 |
| Oznaczenie wariantu:        | 71BF42                    |
| Numer rejestracyjny:        | 9M-MRD                    |
| Oznaczenie typu według ICAO | B772                      |
| Numer seryjny               | 28411                     |

## Przebieg lotu
Samolot Malaysia Airlines wystartował z Amsterdamu 17 lipca 2014 o godz. 12:15 (kodowe oznaczenie lotu: MH-17) i miał wylądować w Kuala Lumpur następnego dnia o 6:10 rano czasu lokalnego. Maszyna przeleciała nad terytoriami czterech państw: Holandii, Niemiec, Polski i Ukrainy. Znajdując się na wysokości 10 tys. metrów nad terytorium Ukrainy, około 50 km przed wejściem w obszar powietrzny Rosji, samolot zaczął nagle opadać i o godz. 16:21 czasu miejscowego (13:21 UTC) znikł z radarów, a następnie spadł na ziemię na terytorium ukraińskim.

## Pierwsze reakcje
Po zestrzeleniu samolotu jego szczątki spadły w rejonie kontrolowanym przez separatystów, na obszarze objętym trwającą od kilku miesięcy wojną w Donbasie, w której biorą udział rosyjskie siły zbrojne. Przedstawiciele działających na tym terenie separatystów po początkowym poinformowaniu na profilu VK Igora Girkina o zestrzeleniu „ukraińskiego samolotu AN-26”, tego samego dnia usunęli wpis i zaprzeczyli, że zestrzelili jakikolwiek samolot, a winą obarczyli siły zbrojne Ukrainy. Przedstawiciele rządu ukraińskiego wskazali na działania separatystów – z opublikowanych przez Służbę Bezpieczeństwa Ukrainy rozmów separatystów wynikało, że zestrzelenie samolotu nastąpiło w wyniku akcji jednego z ich oddziałów. Na taką samą przyczynę wskazał również prezydent Stanów Zjednoczonych Barack Obama, który podczas swojego oficjalnego wystąpienia nazajutrz po zdarzeniu oświadczył, że z danych posiadanych przez wywiad USA wynika, iż MH17 strącony został rakietą ziemia-powietrze wystrzeloną z tej części terytorium Ukrainy, która opanowana jest przez separatystów. Światowe media pytały o możliwość wykorzystania do tej operacji rosyjskiego rakietowego systemu przeciwlotniczego ziemia–powietrze Buk (w sierpniu 2015 międzynarodowy zespół śledczy odnalazł szczątki pocisku systemu Buk potwierdzające te hipotezy), którego wyrzutnia dotarła na teren kontrolowany przez separatystów z Rosji kilka dni przed zestrzeleniem samolotu MH17.

## Reakcje międzynarodowe
- Rosja – Rosja zwróciła się do Ukrainy o zgodę na pomoc w operacji na miejscu wypadku. Rosyjski minister ds. sytuacji nadzwyczajnych Władimir Puchkow wysłał oficjalny wniosek do władz Ukrainy o współpracę na miejscu rozbicia się samolotu[21].
- USA – prezydent Barack Obama nazwał katastrofę malezyjskiego samolotu pasażerskiego na Ukrainie „straszną tragedią” i zaoferował pomoc w ustaleniu przyczyn katastrofy[22].
- Francja – szef francuskiej dyplomacji Laurent Fabius i prezydent François Hollande żądają śledztwa w sprawie katastrofy, w której zdaniem francuskiego ministerstwa spraw zagranicznych zginęło 4 Francuzów[23].
- Holandia – premier Holandii Mark Rutte oświadczył, że jest „głęboko wstrząśnięty” z powodu katastrofy malezyjskiego samolotu. Zaoferował pomoc holenderskich ekspertów w wyjaśnieniu przyczyn katastrofy[24].
- Polska – prezydent Bronisław Komorowski po zorganizowanym przez siebie w Warszawie spotkaniu przywódców Litwy, Łotwy, Estonii, Czech, Słowacji, Węgier, Bułgarii i Rumunii, w czasie którego omawiano m.in. sytuację na Ukrainie wyraził opinię, że konflikt ukraińsko-rosyjski stanowi „najpoważniejsze wyzwanie dla bezpieczeństwa Europy od czasu zakończenia zimnej wojny”. Dodał, że „jego szczególnie dramatycznym wyrazem jest zestrzelenie samolotu pasażerskiego (malezyjskich linii lotniczych) i śmierć prawie 300 osób, obywateli wielu krajów.”

## Pasażerowie
Linie lotnicze Malaysia Airlines potwierdziły, że na pokładzie MH17 było 283 pasażerów (w tym 80 dzieci) i 15 osób z załogi.
Zestawienie pasażerów i załogi według obywatelstwa:
| Obywatelstwo    | Pasażerowie | Załoga | Razem |
| --------------- | ----------- | ------ | ----- |
| Holandia        | 193         | –      | 193   |
| Malezja         | 28          | 15     | 43    |
| Australia       | 27          | –      | 27    |
| Indonezja       | 12          | –      | 12    |
| Wielka Brytania | 10          | –      | 10    |
| Belgia          | 4           | –      | 4     |
| Niemcy          | 4           | –      | 4     |
| Filipiny        | 3           | –      | 3     |
| Kanada          | 1           | –      | 1     |
| Nowa Zelandia   | 1           | –      | 1     |
| Razem           | 283         | 15     | 298   |

W wypadku zginęli m.in.: szóstka naukowców i aktywistów udających się na poświęconą AIDS konferencję w Melbourne w Australii (najwcześniejsze doniesienia błędnie mówiły o „ponad setce” naukowców zajmujących się tematyką AIDS), w tym Joep Lange, Pim de Kuijer, Lucie van Mens, Martine de Schutter oraz były dziennikarz BBC i pracownik WHO – Glenn Thomas, a także holenderski senator Willem Witteveen, malezyjska aktorka Shuba Jay, australijski pisarz Liam Davison, początkujący holenderski pisarz Laurens van de Graffa, perkusista Vast Countenance – Cornelis „Pan” Schilder oraz Puan Sri Siti Amirah, członkini rodziny urzędującego premiera Malezji Najib Tun Razaka.

## Losy ofiar
Szczątki ofiar i samolotu zostały rozrzucone na przestrzeni 35 kilometrów kwadratowych. Dopiero 21 lipca holenderscy eksperci i przedstawiciele OBWE pierwszy raz zostali dopuszczeni na teren katastrofy samolotu przez aktywistów samozwańczej Donieckiej Republiki Ludowej, którzy kontrolują ten obszar w celu rozpoczęcia oficjalnej procedury identyfikacji ofiar i badania przyczyn katastrofy. Ciała, które zostały odnalezione umieszczono w specjalnym pociągu-chłodni; w obecności przedstawicieli holenderskich i OBWE wagony, po dokonaniu inspekcji, zostały zaplombowane; nie jest jednak pewne, czy umieszczono w nim ciała wszystkich ofiar, czy też niektóre z nich pozostały jeszcze na miejscu katastrofy. Holandia uzyskała zgodę wszystkich zaangażowanych stron na przewiezienie szczątków ofiar wszystkich narodowości do Holandii i przeprowadzenie identyfikacji zwłok. W tym celu do Charkowa został wysłany specjalny samolot typu Hercules z potrzebnymi materiałami i grupą specjalistów od identyfikacji. Koordynatorem ekipy ekspertów, którzy przeprowadzają identyfikację ciał ofiar został Gert Wibbelink.
W kolejnych dniach, z uwagi na trwające w okolicy miejsca katastrofy walki pomiędzy ukraińskim wojskiem a separatystami, zagraniczni eksperci mieli poważne trudności w dotarciu na miejsce i prowadzeniu tam swoich badań; w miarę jednak możliwości kontynuowali działania, znajdując m.in. dalsze szczątki ofiar katastrofy.

## Następstwa
Linie lotnicze Malaysia Airlines zapowiedziały, że zapewnią pomoc finansową rodzinom ofiar wypadku. Zmieniły także numer lotu dla trasy Amsterdam-Kuala Lumpur na MH19.
Wieczorem 17 lipca Ukraina zamknęła przestrzeń powietrzną nad wschodnią częścią swojego kraju i powiadomiła o tym Eurocontrol.
W Holandii, z której pochodziło 2/3 pasażerów samolotu, środę 23 lipca ogłoszono dniem żałoby narodowej.
W 2018 roku program National Geographic w tak zwanym 18 sezonie wyemitował 4 odcinek – Air Crash Investigation – Deadly Airspace – w Polsce znanym pod tytułem – Katastrofa w Przestworzach – Kto zestrzelił MH17, w którym ukazano przebieg śledztwa Holenderskiej Rady Bezpieczeństwa, która w raporcie końcowym, przestrzegła wszystkie inne linie lotnicze, aby zrewidowały zasady wysyłania samolotów pasażerskich nad niebezpieczne obszary objęte wojnami.

## Dochodzenie

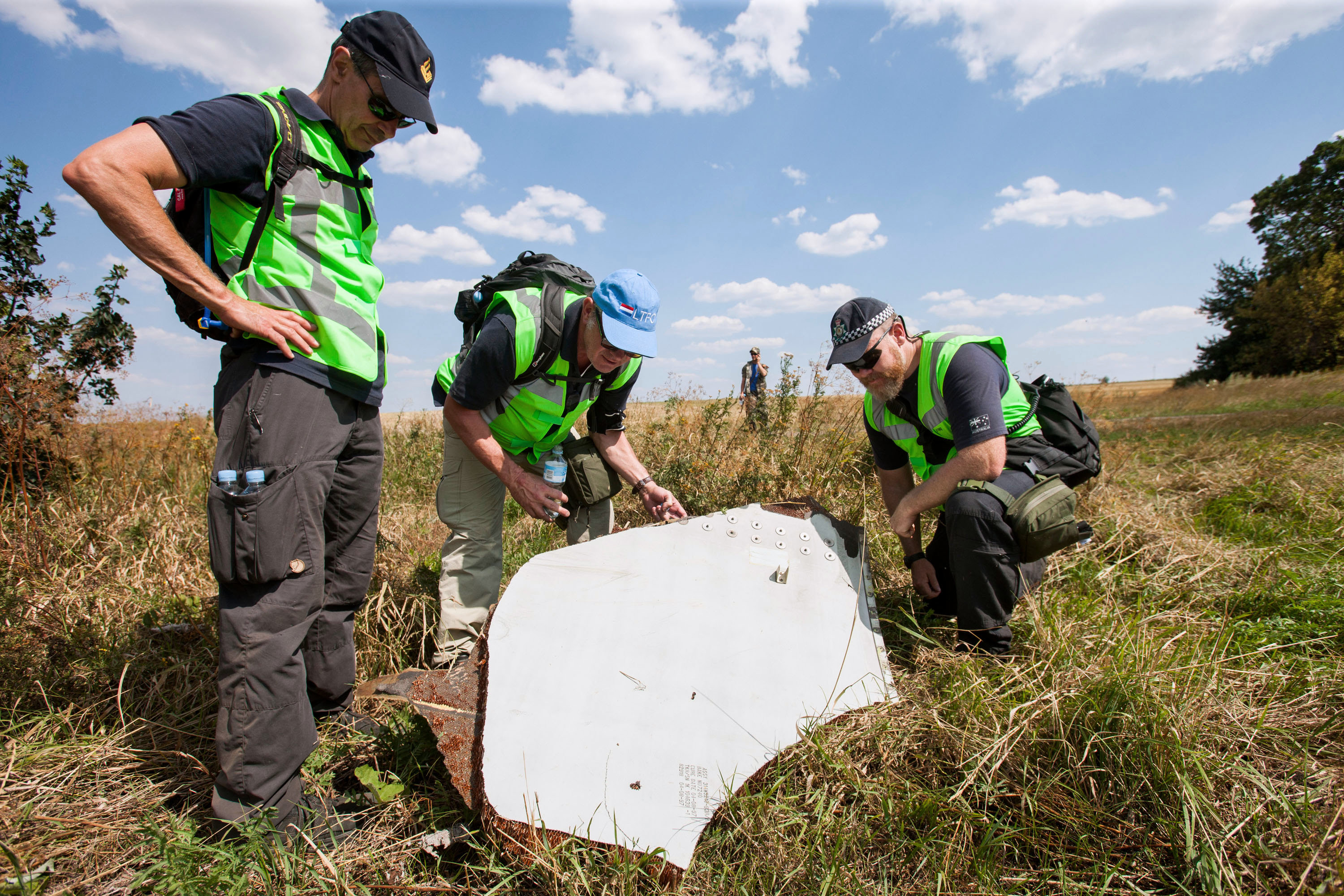
Holenderscy i malezyjscy śledczy na miejscu katastrofy

Na posiedzeniu Tweede Kamer 21 lipca 2014 premier Holandii Mark Rutte oświadczył, że wszelkie działania zostały skoncentrowane na odnalezieniu ciał wszystkich ofiar wypadku, przetransportowaniu ich do Holandii i dokonaniu identyfikacji, oraz że praktycznie nie zostały jeszcze podjęte czynności mające na celu ustalenie przyczyny wypadku.
Strona holenderska przeprowadziła rozmowy z rządem ukraińskim, przedstawicielami UE, ONZ, OBWE i Czerwonego Krzyża oraz wystarała się o przyjęcie rezolucji przez Radę Bezpieczeństwa ONZ, która ułatwia przeprowadzenie niezależnego, międzynarodowego dochodzenia, „zmuszając” wszystkie strony do współpracy. Negocjacje z separatystami przeprowadzili członkowie OBWE, aby zapewnić międzynarodowym specjalistom bezpieczeństwo podczas pracy na miejscu katastrofy lotniczej.
W poniedziałek 21 lipca przywódca separatystów i samozwańczy premier Donieckiej Republiki Ludowej Aleksandr Borodaj oświadczył, że jego ludzie byli od niedzieli w posiadaniu czarnych skrzynek. 22 lipca, cztery dni po zdarzeniu, w Doniecku przywódca separatystów oficjalnie przekazał obie czarne skrzynki delegacji Malezyjskich Linii Lotniczych, której przewodniczył pułkownik Mohamed Sakri. Aleksandr Borodaj ponownie podkreślił, podobnie jak w wywiadzie udzielonym CNN dzień wcześniej, że separatyści nie mieli motywu, ani nie dysponowali aparaturą, aby zestrzelić samolot pasażerski.
31 października 2014 r. holenderscy specjaliści weszli ponownie na teren miejsca wypadku. Odnalezione zostały kolejne szczątki ofiar. Przewieziono je do Holandii celem identyfikacji.
13 października 2015 zakończyło się śledztwo Holenderskiej Rady Bezpieczeństwa. Stwierdza się w nim, że samolot został zestrzelony pociskiem 9N314M produkcji rosyjskiej z wyrzutni typu 9K37 BUK. W raporcie wskazano na zaskakujące i niezrozumiałe decyzje Ukraińskiej Kontroli Lotniczej, która skierowała 17 lipca 2014 roku nad ten rejon, w którym trwały intensywne walki z użyciem rakiet przeciwlotniczych, aż 160 cywilnych samolotów pasażerskich. W Końcowym Raporcie, oraz podsumowaniu umieszczonemu na głównej stronie, Rada wyraźnie zaznaczyła niezrozumiałe kierowanie publicznych samolotów w rejon walk, zwłaszcza że wiedziano, co zostało w raporcie zaznaczone, o zestrzeleniu w tym samym rejonie, trzy dni wcześniej, ukraińskiego wojskowego samolotu transportowego AN-26. W raporcie końcowym Holenderska Rada Bezpieczeństwa zarekomendowała innym przewoźnikom cywilnym zweryfikowanie ryzyka wysyłania samolotów nad rejony niebezpieczne, szczególnie objęte wojnami. Rada skupiona była nad zbadaniem, co było przyczyną katastrofy i nie miała za zadania kogokolwiek osądzać. W ostatecznej przyczynie katastrofy podano eksplozję głowicy rakiety 9N314M w odległości około 3,7 m nad samolotem i 3 m na lewo od kokpitu pilotów. Wskazywały na to uszkodzenia poszycia dziobu samolotu z lewej strony, dokonane szrapnelami w kształcie motylków. Obszar, na którym znajdowały się szczątki samolotu lotu MH 17, zajmował aż 520 km².
Rosjanie na konferencji prasowej zorganizowanej w koncernie zbrojeniowym Ałmaz-Antiej (produkującej systemy Buk) krótko przed ogłoszeniem wyników dochodzenia OVV przedstawili własną wersję wydarzeń, próbującą zdyskredytować wersję Holendrów.
Na podstawie wyników badań międzynarodowego zespołu śledczego „JIT” (ang. „Joint Investigation Team”) rządy Holandii i Australii uznają Rosję za odpowiedzialną za rozmieszczenie wyrzutni Buk i podejmują działania, aby Rosja poniosła odpowiedzialność za zestrzelenie MH17.
19 czerwca 2019 zespół śledczy ogłosił nazwiska 4 osób podejrzanych o spowodowanie katastrofy. Zdaniem zespołu odpowiedzialność ponoszą: Igor Girkin, 48-letni były pułkownik FSB, Siergiej Dubinski, 56-letni były oficer GRU, Oleg Pułatow, 52-letni były żołnierz Specnazu oraz Leonid Charczenko, 47-letni obywatel Ukrainy bez przeszłości wojskowej. Sekretarz stanu USA Mike Pompeo wezwał Rosję do postawienia sprawców przed sądem.
Niderlandzka prokuratura stwierdziła, że istnieją silne przesłanki na to, iż Władimir Putin osobiście zatwierdził użycie broni, która została wykorzystana do zestrzelenia boeinga 777 nad Ukrainą.

### Śledztwa dziennikarzy obywatelskich i teorie spiskowe
1 czerwca 2015 roku niemiecki Der Spiegel, powołując się na stronę internetową dziennikarzy obywatelskich „Bellingcat”, poinformował, że Rosja sfałszowała zdjęcia satelitarne z katastrofy. O zdjęciach napisano: „Naukowa analiza zespołu śledczego wykonana przez zespół badawczy „Bellingcat” jednoznacznie i bezsprzecznie wykazała, że fotografie satelitarne zostały antydatowane i cyfrowo zmienione programem Adobe Photoshop CS5”.
3 czerwca 2015 roku w tym samym piśmie opublikowano wywiad z Jensem Kriese (specjalistą w dziedzinie analizy obrazu z Hamburga), który wyraził pogląd, że wnioski wyciągnięte przez zespół badawczy „Bellingcat” były przedwczesne.
W maju 2016 roku na stronie internetowej „Bellingcat” ukazał się kolejny raport grupy niezależnych dziennikarzy występujących pod tym szyldem. Nawiązywał on do ich wcześniejszych ustaleń – w listopadzie 2014 roku dziewięciu obywatelskich dziennikarzy kierowanych przez Brytyjczyka Eliota Higginsa donosiła, że zestrzelenia dokonano z wyrzutni rakiet „Buk” należącej do rosyjskiej 53. Rakietowej Brygady Przeciwlotniczej z Kurska. Podano wtedy nawet dwie cyfry z trzycyfrowego numeru bocznego wyrzutni. Ponieważ dziennikarze nie byli pewni środkowej cyfry podali ją w zapisie: „Buk 3X2". Pierwsza oznacza dywizjon, a są ich trzy. Ostatnia – porządkowy numer wyrzutni. Środkowa, nieznana ówcześnie dla śledczych z „Bellingcata” z powodu nieczytelności zdjęcia jakim dysponowali, numer jednej z trzech baterii. Przez następne 17 miesięcy śledczy zebrali zdjęcia wszystkich wyrzutni należących do 53. Brygady z Kurska i porównali z tymi, krążącymi po internecie od 2010 roku (rosyjscy żołnierze wielokrotnie fotografowali się na tle swoich wyrzutni i zamieszczali zdjęcia na portalach społecznościowych). Śledczy wyodrębnili i porównali ze sobą siedem cech charakterystycznych dla każdej wyrzutni: kształt osłon gąsienic, rodzaj rolek jezdnych (kombinacja pustych i „szprychowych”), sposób podłączenia przewodów, białe oznaczenia na bocznych klapach gąsienic, rodzaj czcionki i odstępy pomiędzy poszczególnymi cyframi numeru bocznego, kształt i wielkość plam oleju i sadzy przy otworach rur wydechowych.
Okazało się, że tylko „Buk” 332 miał wszystkie cechy zgodne z wyrzutnią, którą sfotografowano i sfilmowano w czerwcu 2014 roku w Rosji oraz później, 17 i 18 czerwca, na wschodniej Ukrainie. Najbardziej czytelna fotografia „Buka 3X2" została wykonana w rosyjskim mieście Aleksiejewka. Widać na niej wyraźnie, że wyrzutnia ma na osłonie przednich, lewych świateł drogowych charakterystyczne wgniecenie. Na odnalezionych w sieci zdjęciach „Buka” 312 i 322 żadnych wgnieceń nie widać, rzuca się ono w oczy jedynie na fotografiach „Buka” 332. Kolejna cecha, która wskazuje na wyrzutnię z numerem 332 to sposób podłączenia przewodów łączących korpus pojazdu z prowadnicami rakiet. Każdy z „Buków” posiada po cztery przewody po lewej i prawej stronie prowadnic. Ale tylko te widoczne na zdjęciach 332 są takiej samej długości, w ten sam sposób ułożone i podłączone jak te w 3X2. Eksperci stwierdzili, że cechy „Buka 3X2" sfotografowanego w Rosji oraz „Buka” 332, a także „Buka 3X2" uwiecznionego na filmie nakręconym już na Ukrainie wskazują bez wątpienia, że chodzi o tę samą wyrzutnię. Ponadto ustalili, że rodzaj rolek jezdnych gąsienic czy widoczne oznaczenie H-2200 nie występuje na ukraińskich „Bukach”. Na fotografiach wyrzutni ukraińskiego 156. Przeciwlotniczego Pułku Rakietowego, które w 2014 roku były rozmieszczone w Ługańsku, Doniecku i Mariupolu, nie widać żadnych podobieństw do „Buka 3X2".
Ostateczną konkluzją śledczych „Bellingcata” było oświadczenie:

We can say with confidence that on 17 July 2014, the Russian Buk TELAR numbered 332 of the 53rd Anti-Aircraft Missile Brigade based in Kursk was filmed and photographed in eastern Ukraine. This specific Buk, previously identified as Buk 3×2, was filmed moving to the center of the launch area estimated by the Dutch Safety Board for the missile that downed MH17.

tj.

Jesteśmy przekonani, że 17 lipca 2014 roku rosyjski „Buk” TELAR o numerze 332 z 53. Rakietowej Brygady Przeciwlotniczej bazującej w Kursku został sfilmowany i sfotografowany na wschodniej Ukrainie. Ten specyficzny „Buk”, poprzednio zidentyfikowany jako „Buk 3X2", został sfilmowany podczas przemieszczania się w centrum obszaru, który Rada Bezpieczeństwa Holandii określiła jako miejsce wystrzelenia pocisku, który strącił MH17.

W maju 2019 holenderscy dziennikarze Robert van der Noordaa i Coen can de Ven opublikowali badanie, w którym przedstawiają, w jaki sposób rosyjskie trolle (ros. Агентство интернет-исследований, ang. Internet Research Agency, Agencja Badań Internetowych w Petersburgu, nazywana potocznie „Olgino” lub „trolle z Olgino”) pracowały nad przykryciem faktów na temat katastrofy lotu Malaysia Airlines 17 mgłą teorii spiskowych. W badaniu przeanalizowano 9 milionów tweetów opublikowanych w okresie 2014–2017 przez rosyjską agencję. Operacja dezinformacyjna została rozpoczęta przez Olgino 40 minut po zestrzeleniu MH17, a w ciągu pierwszych 24 godzin po zdarzeniu Olgino opublikowało 65 tysięcy tweetów, w których obwiniało ukraiński rząd za katastrofę. W sumie w okresie trzech dni rosyjska agencja opublikowała ponad 111 tysięcy tweetów. Badacze wskazali, że „nigdy wcześniej ani nigdy później trolle nie pisały tak dużo i w tak krótkim czasie”. Najczęstszymi frazami używanymi w większości treści opublikowanych przez Olgino były: „Kijów zestrzelił Boeinga”, „Kijowska prowokacja” i „Kijów, powiedz prawdę”.

## Reperkusje polityczne
22 stycznia 2019 r. rządy Holandii, Australii, Belgii, Malezji i Ukrainy podpisały memorandum w sprawie wsparcia finansowego ścigania osób odpowiedzialnych za zestrzelenie samolotu pasażerskiego Malaysia Airlines Boeing 777 nr lotu MH17.

## Proces
9 marca 2020 holenderski sąd rozpoczął proces czterech mężczyzn oskarżonych o pomoc w dostarczeniu na Ukrainę rosyjskiej wyrzutni BUK, którą zestrzelono samolot, zabijając wszystkie 298 osób na pokładzie. Wcześniej prokuratorzy postawili zarzuty czterem podejrzanym, z których trzy osoby są związane z rosyjskimi służbami wojskowymi i bezpieczeństwa. Uruchomiona została oficjalna strona i relacja z przebiegu procesu sądowego prowadzonego w sprawie ustalenia winnych zestrzelenia lotu MH17 nad okupowanym wschodnim terytorium Ukrainy – courtmh17.com.
17 listopada 2022 roku obywatele Rosji Igor Girkin i Siergiej Dubinski oraz obywatel Ukrainy Leonid Charczenko zostali skazani na dożywotnią karę pozbawienia wolności przez sąd w Hadze oraz zostali zobowiązani do wypłaty 16 mln euro odszkodowania rodzinom ofiar. Wyrok został wydany zaocznie, ponieważ oskarżeni nie przebywali w holenderskim areszcie (są ścigani międzynarodowym listem gończym). Czwarty oskarżony, Oleg Pułatow, został uniewinniony.
9 lipca 2025 Europejski Trybunał Praw Człowieka jednogłośnie uznał Rosję za winną zestrzelenia samolotu.